# 最後生還者獲獎與提名列表
《最后生还者》是顽皮狗开发、索尼电脑娱乐发行的动作冒险恐怖游戏。游戏设定于后末日的美国，玩家扮演乔尔（特羅伊·貝克配音）护送少女艾莉（阿什利·约翰逊配音）。游戏由布鲁斯·斯特拉利（游戏总监）和尼尔·德鲁克曼（创意总监）领衔开发。游戏在2011年12月10日正式公布并获广泛期待。游戏获得PlayStation Universe和Cheat Code Central的最期待游戏奖，以及斯派克電子遊戲大獎的提名奖。
游戏在E3電子娛樂展预展后获得多项奖项，其中有多家游戏媒体颁发的最佳展出奖。游戏于2013年6月14日在全球PlayStation 3发售。Metacritic根据98篇评论，计算出游戏平均分为95/100，获得“普遍好评”。另一家评论汇总网站GameRankings按68篇评论也计算出95%。《最后生还者》发行3周后售出约340万，到2014年7月时售出700万，是最畅销的PlayStation 3游戏之一。
《最后生还者》获得各方面奖项与提名，它们集中于故事、音效与音乐、画面与艺术设计，以及角色配音方面。作品获得240余项奖项，为游戏史上获奖最多的游戏之一。游戏在第10届英国电子游戏学院奖中获10项提名，并摘得最佳游戏、动作冒险、音效成就、演出和故事5项奖项。游戏在第17届DICE年度大奖中获13项提名，并赢得包括年度游戏奖在内的10项奖项。在IGN的2013年最佳游戏评选中，游戏同样获13项提名，并赢得年度游戏奖、最佳动作游戏大奖、最佳音效大奖等10项奖项。
《最后生还者》在第14届游戏开发者选择奖中赢得年度游戏奖、最佳设计和最佳叙事奖。游戏在2013年的斯派克電子遊戲大獎上获得7项提名，特羅伊·貝克和阿什利·约翰逊分获最佳配音演员和最佳女配音演员奖。游戏还被选入多家2013年末最佳游戏榜单，如《每日电讯报》、Good Games、Kotaku、VideoGamer.com等。

## 所获荣誉
| 年份           | 獎項                                 | 類別                   | 獲獎者／獲提名者                              | 結果  | 參考資料 |
| -------------- | ------------------------------------ | ---------------------- | --------------------------------------------- | ----- | -------- |
| 2012年6月4日   | GameSpot E3最佳编辑选择奖            | 最佳游戏               | 最後生還者                                    | 獲獎  | [ 6 ]    |
| 2012年6月9日   | 《每日电讯报》E3最佳展出奖           | 最佳游戏               | 最後生還者                                    | 獲獎  | [ 7 ]    |
| 2012年6月11日  | The Electric Playground E3最佳优胜者 | 最佳游戏               | 最後生還者                                    | 獲獎  | [ 8 ]    |
| 2012年6月11日  | 电子游戏月刊进行时：E3最佳游戏       | 展出游戏               | 最後生還者                                    | 獲獎  | [ 9 ]    |
| 2012年6月11日  | 电子游戏月刊进行时：E3最佳游戏       | 最佳PS3游戏            | 最後生還者                                    | 獲獎  | [ 9 ]    |
| 2012年6月12日  | Destructoid E3最佳游戏               | 展出游戏               | 最後生還者                                    | 獲獎  | [ 10 ]   |
| 2012年6月12日  | Destructoid E3最佳游戏               | 最佳PlayStation 3游戏  | 最後生還者                                    | 亚军  | [ 10 ]   |
| 2012年6月12日  | Destructoid E3最佳游戏               | 最佳动作/冒险          | 最後生還者                                    | 提名  | [ 10 ]   |
| 2012年6月12日  | Destructoid E3最佳游戏               | 展出游戏               | 最後生還者                                    | 獲獎  | [ 10 ]   |
| 2012年6月12日  | PlayStation Universe E3奖            | 最佳游戏               | 最後生還者                                    | 獲獎  | [ 33 ]   |
| 2012年6月12日  | PlayStation Universe E3奖            | 最受期待游戏           | 最後生還者                                    | 獲獎  | [ 3 ]    |
| 2012年6月12日  | PlayStation Universe E3奖            | 最佳宣传片             | 最后生还者E3 2012宣传片                       | 亚军  | [ 34 ]   |
| 2012年6月24日  | Cheat Code Central E3最佳游戏        | 最佳游戏大奖           | 最後生還者                                    | 獲獎  | [ 35 ]   |
| 2012年6月24日  | Cheat Code Central E3最佳游戏        | 最受期待游戏           | 最後生還者                                    | 獲獎  | [ 4 ]    |
| 2012年6月26日  | 遊戲評論家獎                         | 最佳展出               | 最後生還者                                    | 獲獎  | [ 36 ]   |
| 2012年6月26日  | 遊戲評論家獎                         | 最佳原创游戏           | 最後生還者                                    | 獲獎  | [ 36 ]   |
| 2012年6月26日  | 遊戲評論家獎                         | 最佳主机游戏           | 最後生還者                                    | 獲獎  | [ 36 ]   |
| 2012年6月26日  | 遊戲評論家獎                         | 最佳动作/冒险游戏      | 最後生還者                                    | 獲獎  | [ 36 ]   |
| 2012年6月26日  | 遊戲評論家獎                         | 音频特别嘉奖           | 最後生還者                                    | 獲獎  | [ 36 ]   |
| 2012年12月7日  | 斯派克電子遊戲大獎                   | 最受期待游戏           | 最後生還者                                    | 提名  | [ 5 ]    |
| 2012年12月9日  | 第4届独立游戏奖                      | Best Trailer           | 最後生還者Gamescom 2012宣传片                 | 獲獎  | [ 37 ]   |
| 2013年10月15日 | 2014年度游戏及其他大奖               | 最佳新动作游戏         | 最後生還者                                    | 獲獎  | [ 38 ]   |
| 2013年10月26日 | 第31届金搖杆獎                       | 最佳新作               | 最後生還者                                    | 獲獎  | [ 39 ]   |
| 2013年10月26日 | 第31届金搖杆獎                       | 最佳故事               | 最後生還者                                    | 獲獎  | [ 39 ]   |
| 2013年10月26日 | 第31届金搖杆獎                       | 年度工作室             | 顽皮狗                                        | 獲獎  | [ 39 ]   |
| 2013年10月26日 | 第31届金搖杆獎                       | 年度游戏               | 最後生還者                                    | 提名  | [ 40 ]   |
| 2013年10月26日 | 第31届金搖杆獎                       | 最佳视觉设计           | 最後生還者                                    | 提名  | [ 40 ]   |
| 2013年10月26日 | 第31届金搖杆獎                       | 最佳游戏瞬间           | 最後生還者–乔尔的失去之痛                     | 提名  | [ 40 ]   |
| 2013年11月14日 | 国际财经时报 年度5大最佳游戏         | 最佳游戏               | 最後生還者                                    | 獲獎  | [ 41 ]   |
| 2013年12月3日  | 澳大利亞廣播公司 Good Game奖         | 最佳游戏               | 最後生還者                                    | 獲獎  | [ 25 ]   |
| 2013年12月3日  | 澳大利亞廣播公司 Good Game奖         | 最难忘的瞬间           | 最後生還者–长颈鹿的场面                       | 提名  | [ 42 ]   |
| 2013年12月3日  | 《時代》年度10大电子游戏             | 最佳游戏               | 最後生還者                                    | 第6名 | [ 43 ]   |
| 2013年12月4日  | 第5届独立游戏奖                      | 最佳声音               | 最後生還者                                    | 獲獎  | [ 44 ]   |
| 2013年12月4日  | 第5届独立游戏奖                      | 最佳配音               | 最後生還者                                    | 獲獎  | [ 44 ]   |
| 2013年12月4日  | 第5届独立游戏奖                      | 年度游戏               | 最後生還者                                    | 提名  | [ 45 ]   |
| 2013年12月4日  | 第5届独立游戏奖                      | 最身临其境             | 最後生還者                                    | 提名  | [ 45 ]   |
| 2013年12月4日  | 第5届独立游戏奖                      | 最佳故事               | 最後生還者                                    | 提名  | [ 45 ]   |
| 2013年12月4日  | 第5届独立游戏奖                      | 玩家选择               | 最後生還者                                    | 提名  | [ 45 ]   |
| 2013年12月6日  | Cheat Code Central第7屆年度科迪獎    | 年度游戏               | 最後生還者                                    | 獲獎  | [ 46 ]   |
| 2013年12月6日  | Cheat Code Central第7屆年度科迪獎    | 年度工作室             | 顽皮狗                                        | 獲獎  | [ 47 ]   |
| 2013年12月6日  | Cheat Code Central第7屆年度科迪獎    | 最佳男性角色           | 乔尔                                          | 獲獎  | [ 48 ]   |
| 2013年12月6日  | Cheat Code Central第7屆年度科迪獎    | 最佳女性角色           | 艾莉                                          | 獲獎  | [ 49 ]   |
| 2013年12月6日  | Cheat Code Central第7屆年度科迪獎    | 最佳PlayStation游戏    | 最後生還者                                    | 獲獎  | [ 50 ]   |
| 2013年12月6日  | Cheat Code Central第7屆年度科迪獎    | 最佳声音               | 最後生還者                                    | 亚军  | [ 51 ]   |
| 2013年12月6日  | Cheat Code Central第7屆年度科迪獎    | 最佳画面               | 最後生還者                                    | 提名  | [ 52 ]   |
| 2013年12月6日  | Cheat Code Central第7屆年度科迪獎    | 最佳动作/冒险游戏      | 最後生還者                                    | 提名  | [ 53 ]   |
| 2013年12月7日  | 斯派克電子遊戲大獎                   | 年度工作室             | 顽皮狗                                        | 獲獎  | [ 23 ]   |
| 2013年12月7日  | 斯派克電子遊戲大獎                   | 最佳PlayStation游戏    | 最後生還者                                    | 獲獎  | [ 23 ]   |
| 2013年12月7日  | 斯派克電子遊戲大獎                   | 最佳男配音演员         | 特羅伊·貝克，配乔尔                           | 獲獎  | [ 23 ]   |
| 2013年12月7日  | 斯派克電子遊戲大獎                   | 最佳女配音演员         | 艾希莉·约翰逊，配艾莉                         | 獲獎  | [ 23 ]   |
| 2013年12月7日  | 斯派克電子遊戲大獎                   | 年度游戏               | 最後生還者                                    | 提名  | [ 23 ]   |
| 2013年12月7日  | 斯派克電子遊戲大獎                   | 最佳动作冒险游戏       | 最後生還者                                    | 提名  | [ 23 ]   |
| 2013年12月7日  | 斯派克電子遊戲大獎                   | 最佳原声               | 最後生還者                                    | 提名  | [ 23 ]   |
| 2013年12月9日  | 《偏锋杂志》年度25佳游戏             | 最佳电子游戏           | 最後生還者                                    | 第5名 | [ 54 ]   |
| 2013年12月12日 | 《每日镜报》年度最佳游戏             | 最佳游戏               | 最後生還者                                    | 獲獎  | [ 30 ]   |
| 2013年12月13日 | GameSpot年度游戏奖                   | PS3年度游戏            | 最後生還者                                    | 獲獎  | [ 55 ]   |
| 2013年12月13日 | GameSpot年度游戏奖                   | 年度游戏               | 最後生還者                                    | 提名  | [ 56 ]   |
| 2013年12月17日 | Canada.com年度最佳游戏               | 年度游戏               | 最後生還者                                    | 獲獎  | [ 57 ]   |
| 2013年12月17日 | 《福布斯》年度最佳游戏               | 最佳射击电子游戏       | 最後生還者                                    | 獲獎  | [ 58 ]   |
| 2013年12月17日 | Game Revolution年度最佳游戏奖        | 最佳开发者             | 顽皮狗                                        | 獲獎  | [ 59 ]   |
| 2013年12月19日 | Game Revolution年度最佳游戏奖        | 最佳PS3独占            | 最後生還者                                    | 獲獎  | [ 60 ]   |
| 2013年12月19日 | CNET年度15佳游戏                     | 最佳电子游戏           | 最後生還者                                    | 亚军  | [ 61 ]   |
| 2013年12月19日 | 《新西蘭先驅報》年度测评             | 最佳游戏               | 最後生還者                                    | 第2名 | [ 62 ]   |
| 2013年12月20日 | Game Revolution年度最佳游戏奖        | 年度游戏               | 最後生還者                                    | 獲獎  | [ 63 ]   |
| 2013年12月20日 | 數碼間諜年度最佳游戏                 | 最佳游戏               | 最後生還者                                    | 第4名 | [ 64 ]   |
| 2013年12月20日 | 《娱乐周刊》年度10大电子游戏         | 最佳游戏               | 最後生還者                                    | 亚军  | [ 65 ]   |
| 2013年12月20日 | 《衛報》年度25大游戏                 | 最佳游戏               | 最後生還者                                    | 亚军  | [ 66 ]   |
| 2013年12月20日 | 《連線》年度10大最佳游戏             | 最佳游戏               | 最後生還者                                    | 第4名 | [ 67 ]   |
| 2013年12月21日 | IGN 澳大利亚年度12大游戏             | 最佳游戏               | 最後生還者                                    | 獲獎  | [ 68 ]   |
| 2013年12月21日 | Hardcore Gamer年度游戏奖             | 最佳PS3游戏            | 最後生還者                                    | 獲獎  | [ 69 ]   |
| 2013年12月21日 | Hardcore Gamer年度游戏奖             | 最佳动作游戏           | 最後生還者                                    | 獲獎  | [ 70 ]   |
| 2013年12月21日 | Hardcore Gamer年度游戏奖             | 最佳开发者             | 顽皮狗                                        | 獲獎  | [ 71 ]   |
| 2013年12月21日 | Hardcore Gamer年度游戏奖             | 最佳新角色             | 艾莉                                          | 獲獎  | [ 72 ]   |
| 2013年12月21日 | Hardcore Gamer年度游戏奖             | 最佳新IP               | 最後生還者                                    | 獲獎  | [ 73 ]   |
| 2013年12月21日 | Hardcore Gamer年度游戏奖             | 最佳配音               | 最後生還者                                    | 獲獎  | [ 74 ]   |
| 2013年12月21日 | Hardcore Gamer年度游戏奖             | 最佳编剧               | 最後生還者                                    | 獲獎  | [ 75 ]   |
| 2013年12月21日 | Hardcore Gamer年度游戏奖             | 特洛伊·贝克奖          | 特罗伊·贝克，配乔尔                           | 獲獎  | [ 76 ]   |
| 2013年12月21日 | Hardcore Gamer年度游戏奖             | 最佳原声音乐           | 最後生還者                                    | 提名  | [ 77 ]   |
| 2013年12月21日 | Hardcore Gamer年度游戏奖             | 最佳声音设计           | 最後生還者                                    | 提名  | [ 78 ]   |
| 2013年12月21日 | Hardcore Gamer年度游戏奖             | 最佳故事               | 最後生還者                                    | 提名  | [ 79 ]   |
| 2013年12月22日 | Hardcore Gamer年度游戏奖             | 年度游戏               | 最後生還者                                    | 獲獎  | [ 31 ]   |
| 2013年12月23日 | The A.V. Club读者票选                | 最佳游戏               | 最後生還者                                    | 獲獎  | [ 80 ]   |
| 2013年12月24日 | Destructoid年度最佳奖                | 年度游戏               | 最後生還者                                    | 獲獎  | [ 81 ]   |
| 2013年12月24日 | Destructoid年度最佳奖                | 社群选择奖             | 最後生還者                                    | 獲獎  | [ 82 ]   |
| 2013年12月24日 | Destructoid年度最佳奖                | 最佳主机独占           | 最後生還者                                    | 獲獎  | [ 83 ]   |
| 2013年12月24日 | Destructoid年度最佳奖                | 最佳视效果             | 最後生還者                                    | 獲獎  | [ 84 ]   |
| 2013年12月24日 | Destructoid年度最佳奖                | 最佳故事               | 最後生還者                                    | 提名  | [ 85 ]   |
| 2013年12月24日 | Destructoid年度最佳奖                | 最佳动作游戏           | 最後生還者                                    | 提名  | [ 86 ]   |
| 2013年12月24日 | Destructoid年度最佳奖                | 最佳角色               | 乔尔                                          | 提名  | [ 87 ]   |
| 2013年12月24日 | Destructoid年度最佳奖                | 最佳角色               | 艾莉                                          | 提名  | [ 87 ]   |
| 2013年12月23日 | Giant Bomb年度游戏奖                 | 最好看的游戏           | 最後生還者                                    | 獲獎  | [ 88 ]   |
| 2013年12月24日 | Giant Bomb年度游戏奖                 | 最佳故事               | 最後生還者                                    | 獲獎  | [ 89 ]   |
| 2013年12月25日 | Giant Bomb年度游戏奖                 | 最佳首发               | 最後生還者                                    | 獲獎  | [ 90 ]   |
| 2013年12月26日 | Giant Bomb年度游戏奖                 | 最佳瞬间或场面         | 尾声                                          | 提名  | [ 91 ]   |
| 2013年12月27日 | Giant Bomb年度游戏奖                 | 最佳游戏               | 最後生還者                                    | 獲獎  | [ 92 ]   |
| 2013年12月26日 | Ars Technica年度20款最佳游戏         | 最佳游戏               | 最後生還者                                    | 亚军  | [ 93 ]   |
| 2013年12月28日 | Edge奖                               | 最佳音效设计           | 最後生還者                                    | 獲獎  | [ 94 ]   |
| 2013年12月28日 | Edge奖                               | 最佳游戏               | 最後生還者                                    | 亚军  | [ 95 ]   |
| 2013年12月28日 | Edge奖                               | 年度工作室             | 顽皮狗                                        | 亚军  | [ 96 ]   |
| 2013年12月29日 | EGM年度最佳奖                        | 最佳游戏               | 最後生還者                                    | 第4名 | [ 97 ]   |
| 2013年12月30日 | EGM年度最佳奖：读者选择              | 最佳游戏               | 最後生還者                                    | 獲獎  | [ 98 ]   |
| 2013年12月30日 | Kotaku年度游戏                       | 年度游戏               | 最後生還者                                    | 獲獎  | [ 26 ]   |
| 2013年12月30日 | Kotaku年度游戏                       | 读者年度最佳游戏       | 最後生還者                                    | 獲獎  | [ 27 ]   |
| 2013年12月31日 | 《每日电讯报》年度电子游戏奖         | 年度游戏               | 最後生還者                                    | 獲獎  | [ 24 ]   |
| 2013年12月31日 | 《每日电讯报》年度电子游戏奖         | 最佳脚本               | 尼尔·德鲁克曼                                 | 獲獎  | [ 24 ]   |
| 2013年12月31日 | 《每日电讯报》年度电子游戏奖         | 最佳演出者             | 艾希莉·约翰逊，配艾莉                         | 獲獎  | [ 24 ]   |
| 2013年12月31日 | 《每日电讯报》年度电子游戏奖         | 最佳演出者             | 特羅伊·貝克，配乔尔                           | 提名  | [ 24 ]   |
| 2013年12月31日 | 《每日电讯报》年度电子游戏奖         | 最佳总监               | 尼尔·德鲁克曼和布鲁斯·斯特拉利                | 提名  | [ 24 ]   |
| 2013年12月31日 | 《每日电讯报》年度电子游戏奖         | 最佳艺术监督           | 纳特·威尔斯                                   | 提名  | [ 24 ]   |
| 2013年12月31日 | 《每日电讯报》年度电子游戏奖         | 最佳声音设计           | 菲尔·卡沃特斯                                 | 提名  | [ 24 ]   |
| 2013年12月31日 | 《每日电讯报》年度电子游戏奖         | 最佳原声配乐           | 古斯塔沃·桑塔歐拉拉                           | 提名  | [ 24 ]   |
| 2013年12月31日 | 《每日电讯报》年度电子游戏奖         | 技术成就               | 最後生還者                                    | 提名  | [ 24 ]   |
| 2013年12月31日 | 《每日电讯报》年度电子游戏奖         | 最佳开发者             | 顽皮狗                                        | 提名  | [ 24 ]   |
| 2013年12月31日 | VideoGamer.com年度游戏               | 年度游戏               | 最後生還者                                    | 獲獎  | [ 28 ]   |
| 2014年1月2日   | GameSpot大众选择奖                   | 年度游戏               | 最後生還者                                    | 獲獎  | [ 99 ]   |
| 2014年1月3日   | Joystiq2013年最佳游戏                | 最佳游戏               | 最後生還者                                    | 獲獎  | [ 100 ]  |
| 2014年1月7日   | GameTrailers年度最佳游戏奖           | 年度游戏               | 最後生還者                                    | 獲獎  | [ 101 ]  |
| 2014年1月7日   | GameTrailers年度最佳游戏奖           | 最佳故事               | 最後生還者                                    | 獲獎  | [ 101 ]  |
| 2014年1月7日   | GameTrailers年度最佳游戏奖           | 最佳第三人称射击       | 最後生還者                                    | 獲獎  | [ 101 ]  |
| 2014年1月7日   | GameTrailers年度最佳游戏奖           | 最佳PlayStation独占    | 最後生還者                                    | 獲獎  | [ 101 ]  |
| 2014年1月7日   | GameTrailers年度最佳游戏奖           | 最佳画面               | 最後生還者                                    | 提名  | [ 101 ]  |
| 2014年1月7日   | GameTrailers年度最佳游戏奖           | 最佳原声               | 最後生還者                                    | 提名  | [ 101 ]  |
| 2014年1月7日   | Game Informer 2013最佳奖             | 年度游戏               | 最後生還者                                    | 獲獎  | [ 102 ]  |
| 2014年1月7日   | Game Informer 2013最佳奖             | 最佳PS3独占            | 最後生還者                                    | 獲獎  | [ 102 ]  |
| 2014年1月7日   | Game Informer 2013最佳奖             | 最佳动作               | 最後生還者                                    | 獲獎  | [ 103 ]  |
| 2014年1月7日   | Game Informer 2013读者最佳选择奖     | 年度游戏               | 最後生還者                                    | 獲獎  | [ 104 ]  |
| 2014年1月7日   | Game Informer 2013读者最佳选择奖     | 最佳PS3独占            | 最後生還者                                    | 獲獎  | [ 104 ]  |
| 2014年1月7日   | Game Informer 2013读者最佳选择奖     | 最佳动作               | 最後生還者                                    | 獲獎  | [ 104 ]  |
| 2014年1月7日   | 第4届Metacritic用户投票              | 最佳电子游戏           | 最後生還者                                    | 獲獎  | [ 105 ]  |
| 2014年1月9日   | IGN 2013最佳游戏                     | PS3年度游戏            | 最後生還者                                    | 獲獎  | [ 106 ]  |
| 2014年1月9日   | IGN 2013最佳游戏                     | 最佳PS3动作冒险游戏    | 最後生還者                                    | 獲獎  | [ 107 ]  |
| 2014年1月9日   | IGN 2013最佳游戏                     | 最佳PS3在线游戏        | 最後生還者                                    | 獲獎  | [ 108 ]  |
| 2014年1月9日   | IGN 2013最佳游戏                     | 最佳PS3画面            | 最後生還者                                    | 獲獎  | [ 109 ]  |
| 2014年1月9日   | IGN 2013最佳游戏                     | 最佳PS3音效            | 最後生還者                                    | 獲獎  | [ 110 ]  |
| 2014年1月9日   | IGN 2013最佳游戏                     | 最佳PS3故事            | 最後生還者                                    | 獲獎  | [ 111 ]  |
| 2014年1月10日  | IGN 2013最佳游戏                     | 年度游戏               | 最後生還者                                    | 獲獎  | [ 19 ]   |
| 2014年1月10日  | IGN 2013最佳游戏                     | 最佳动作冒险游戏大奖   | 最後生還者                                    | 獲獎  | [ 20 ]   |
| 2014年1月10日  | IGN 2013最佳游戏                     | 最佳画面大奖－技术     | 最後生還者                                    | 獲獎  | [ 112 ]  |
| 2014年1月10日  | IGN 2013最佳游戏                     | 最佳音效大奖           | 最後生還者                                    | 獲獎  | [ 21 ]   |
| 2014年1月10日  | IGN 2013最佳游戏                     | 最佳画面大奖－艺术设计 | 最後生還者                                    | 提名  | [ 113 ]  |
| 2014年1月10日  | IGN 2013最佳游戏                     | 最佳配乐大奖           | 最後生還者                                    | 提名  | [ 114 ]  |
| 2014年1月10日  | IGN2013最佳游戏                      | 最佳故事大奖           | 最後生還者                                    | 提名  | [ 115 ]  |
| 2014年1月11日  | VG247社区年度游戏                    | 年度游戏               | 最後生還者                                    | 獲獎  | [ 32 ]   |
| 2014年1月11日  | 《The Escapist》奖2013               | 年度游戏               | 最後生還者                                    | 獲獎  | [ 116 ]  |
| 2014年1月11日  | 《The Escapist》奖2013               | 最佳动作冒险游戏       | 最後生還者                                    | 獲獎  | [ 117 ]  |
| 2014年1月11日  | 《The Escapist》2013读者选择奖       | 年度游戏               | 最後生還者                                    | 獲獎  | [ 118 ]  |
| 2014年1月14日  | Polygon 2013年度游戏                 | 年度游戏               | 最後生還者                                    | 第4名 | [ 119 ]  |
| 2014年1月21日  | GamesRadar 2013年度游戏              | 年度游戏               | 最後生還者                                    | 獲獎  | [ 120 ]  |
| 2014年2月1日   | 第41届安妮獎                         | 最佳动画电子游戏       | 最後生還者                                    | 獲獎  | [ 29 ]   |
| 2014年2月1日   | 第66届美國編劇工會獎                 | 电子游戏编剧杰出成就   | 最後生還者                                    | 獲獎  | [ 121 ]  |
| 2014年2月7日   | 第17届D.I.C.E.獎                     | 年度游戏               | 最後生還者                                    | 獲獎  | [ 18 ]   |
| 2014年2月7日   | 第17届D.I.C.E.獎                     | 杰出音效设计成就       | 最後生還者                                    | 獲獎  | [ 18 ]   |
| 2014年2月7日   | 第17届D.I.C.E.獎                     | 杰出故事成就           | 最後生還者                                    | 獲獎  | [ 18 ]   |
| 2014年2月7日   | 第17届D.I.C.E.獎                     | 杰出角色演出者         | 艾希莉·约翰逊，配艾莉                         | 獲獎  | [ 18 ]   |
| 2014年2月7日   | 第17届D.I.C.E.獎                     | 杰出游戏创新           | 最後生還者                                    | 獲獎  | [ 18 ]   |
| 2014年2月7日   | 第17届D.I.C.E.獎                     | 年度冒险游戏           | 最後生還者                                    | 獲獎  | [ 18 ]   |
| 2014年2月7日   | 第17届D.I.C.E.獎                     | 动画杰出成就           | 最後生還者                                    | 獲獎  | [ 18 ]   |
| 2014年2月7日   | 第17届D.I.C.E.獎                     | 艺术监督杰出成就       | 最後生還者                                    | 獲獎  | [ 18 ]   |
| 2014年2月7日   | 第17届D.I.C.E.獎                     | 视觉工程杰出成就       | 最後生還者                                    | 獲獎  | [ 18 ]   |
| 2014年2月7日   | 第17届D.I.C.E.獎                     | 游戏监督杰出成就       | 最後生還者                                    | 獲獎  | [ 18 ]   |
| 2014年2月7日   | 第17届D.I.C.E.獎                     | 游戏性工程杰出成就     | 最後生還者                                    | 提名  | [ 18 ]   |
| 2014年2月7日   | 第17届D.I.C.E.獎                     | 杰出角色演出者         | 特羅伊·貝克，配乔尔                           | 提名  | [ 18 ]   |
| 2014年2月7日   | 第17届D.I.C.E.獎                     | 年度在线游戏           | 最後生還者                                    | 提名  | [ 18 ]   |
| 2014年3月8日   | SXSW遊戲獎                           | 年度游戏               | 最後生還者                                    | 獲獎  | [ 122 ]  |
| 2014年3月8日   | SXSW遊戲獎                           | 卓越叙事               | 最後生還者                                    | 獲獎  | [ 122 ]  |
| 2014年3月8日   | SXSW遊戲獎                           | 卓越SFX                | 最後生還者                                    | 獲獎  | [ 122 ]  |
| 2014年3月8日   | SXSW遊戲獎                           | 卓越配乐               | 最後生還者                                    | 獲獎  | [ 122 ]  |
| 2014年3月8日   | SXSW遊戲獎                           | 卓越游戏性             | 最後生還者                                    | 提名  | [ 123 ]  |
| 2014年3月8日   | SXSW遊戲獎                           | 卓越动画               | 最後生還者                                    | 提名  | [ 123 ]  |
| 2014年3月8日   | SXSW遊戲獎                           | 汇聚奖                 | 最後生還者                                    | 提名  | [ 123 ]  |
| 2014年3月12日  | 第10届英國學院遊戲獎                 | 动作与冒险             | 最後生還者                                    | 獲獎  | [ 17 ]   |
| 2014年3月12日  | 第10届英國學院遊戲獎                 | 艺术成就               | 最後生還者                                    | 提名  | [ 17 ]   |
| 2014年3月12日  | 第10届英國學院遊戲獎                 | 音频成就               | 最後生還者                                    | 獲獎  | [ 17 ]   |
| 2014年3月12日  | 第10届英國學院遊戲獎                 | 最佳游戏               | 最後生還者                                    | 獲獎  | [ 17 ]   |
| 2014年3月12日  | 第10届英國學院遊戲獎                 | 游戏设计               | 最後生還者                                    | 提名  | [ 17 ]   |
| 2014年3月12日  | 第10届英國學院遊戲獎                 | 多人游戏               | 最後生還者                                    | 提名  | [ 17 ]   |
| 2014年3月12日  | 第10届英國學院遊戲獎                 | 音乐                   | 最後生還者                                    | 提名  | [ 17 ]   |
| 2014年3月12日  | 第10届英國學院遊戲獎                 | 最佳演出者             | 艾希莉·约翰逊，配艾莉                         | 獲獎  | [ 17 ]   |
| 2014年3月12日  | 第10届英國學院遊戲獎                 | 演出者                 | 特羅伊·貝克，配乔尔                           | 提名  | [ 17 ]   |
| 2014年3月12日  | 第10届英國學院遊戲獎                 | 故事                   | 最後生還者                                    | 獲獎  | [ 17 ]   |
| 2014年3月19日  | 第14届遊戲開發者選擇獎               | 年度游戏               | 最後生還者                                    | 獲獎  | [ 22 ]   |
| 2014年3月19日  | 第14届遊戲開發者選擇獎               | 最佳设计               | 最後生還者                                    | 獲獎  | [ 22 ]   |
| 2014年3月19日  | 第14届遊戲開發者選擇獎               | 最佳叙事               | 最後生還者                                    | 獲獎  | [ 22 ]   |
| 2014年3月19日  | 第14届遊戲開發者選擇獎               | 最佳技术               | 最後生還者                                    | 提名  | [ 22 ]   |
| 2014年3月19日  | 第14届遊戲開發者選擇獎               | 最佳视觉艺术           | 最後生還者                                    | 提名  | [ 22 ]   |
| 2014年10月24日 | 2014年金摇杆奖                       | 最佳故事               | 最後生還者：拋諸腦後                          | 獲獎  | [ 124 ]  |
| 2014年10月24日 | 2014年金摇杆奖                       | 最佳游戏瞬间           | 最後生還者：拋諸腦後－親吻場景                | 獲獎  | [ 124 ]  |
| 2014年12月5日  | 2014年遊戲大獎                       | 游戏革新               | 最後生還者：拋諸腦後                          | 提名  | [ 125 ]  |
| 2014年12月5日  | 2014年遊戲大獎                       | 最佳重制               | 最后生还者重制版                              | 提名  | [ 125 ]  |
| 2014年12月15日 | GameSpot年度游戏奖                   | PS3年度游戏            | 最後生還者：拋諸腦後                          | 獲獎  | [ 126 ]  |
| 2014年12月18日 | GameSpot年度游戏奖                   | 年度游戏               | 最後生還者：拋諸腦後                          | 提名  | [ 127 ]  |
| 2014年12月26日 | Hardcore Gamer年度游戏奖             | 最佳编剧               | 最後生還者：拋諸腦後                          | 提名  | [ 128 ]  |
| 2014年12月27日 | Hardcore Gamer年度游戏奖             | 最佳重制               | 最后生还者重制版                              | 提名  | [ 129 ]  |
| 2014年12月30日 | Hardcore Gamer年度游戏奖             | 最佳DLC                | 最後生還者：拋諸腦後                          | 獲獎  | [ 130 ]  |
| 2015年2月14日  | 第67届美國編劇工會獎                 | 杰出电子游戏编剧成就   | 最後生還者：拋諸腦後                          | 獲獎  | [ 131 ]  |
| 2015年2月20日  | IGN AU 2014年黑色測試選擇獎          | 最佳故事               | 最後生還者：拋諸腦後                          | 獲獎  | [ 132 ]  |
| 2015年2月20日  | IGN AU 2014年黑色測試選擇獎          | 最难忘的瞬间           | 最後生還者：拋諸腦後–尾声                     | 獲獎  | [ 132 ]  |
| 2015年3月4日   | 第15届游戏开发者选择奖               | 最佳技术               | 最后生还者重制版                              | 入围  | [ 133 ]  |
| 2015年3月12日  | 第11届英國學院遊戲獎                 | 演出者                 | 艾希莉·约翰逊，配艾莉（最後生還者：拋諸腦後） | 獲獎  | [ 134 ]  |
| 2015年3月12日  | 第11届英國學院遊戲獎                 | 故事                   | 最後生還者：拋諸腦後                          | 獲獎  | [ 134 ]  |
| 2015年3月14日  | SXSW遊戲獎                           | 最有价值追加内容       | 最後生還者：拋諸腦後                          | 獲獎  | [ 135 ]  |
| 2015年3月14日  | SXSW遊戲獎                           | 最有价值角色           | 艾莉（最後生還者：拋諸腦後）                  | 獲獎  | [ 135 ]  |
| 2015年3月14日  | SXSW遊戲獎                           | 马修克伦普文化创新奖   | 最後生還者：拋諸腦後                          | 提名  | [ 135 ]  |